# Mate Rimac
Mate Rimac, (Livno, 12. veljače 1988.) hrvatski je inovator i poduzetnik. Osnivač je i direktor tvrtki Rimac Automobili i Greyp Bikes.

## Životopis

### Obrazovanje i prvi izumi
Mate Rimac rođen je 1988. godine u Livnu. Tijekom srednjoškolskog obrazovanja istaknuo se inovacijama s kojima je, u suradnji s kolegom, pobijedio na državnoj i županijskoj razini natjecanja za elektrotehničara i inovatora 2006. godine. On i Luka Bošnjaković osvojili su nagradu Zlatno Teslino jaje 2006. godine. Rimac je tu nagradu osvojio svojim maturalnim radom i prvim patentiranim izumom zvanim iGlove koji služi kao zamjena za tipkovnicu i miš. Zbog domaćih nagrada omogućeno mu je natjecanje na svjetskoj razini u sklopu međunarodnih natjecanja na kojima je Rimac uz svoj prvi prezentirao i svoj drugi izum: Active Mirror System – sustav za uklanjanje mrtvog kuta u automobilima. S ta dva izuma neočekivano je osvajao prva mjesta unatoč snažnoj međunarodnoj konkurenciji.
Godine 2007. upisao je veleučilište VERN' i kao brucoš pobijedio je na Business Plan Contestu najboljim poslovnim planom – plan za komercijalizaciju njegovih prethodnih izuma.

## Rimac Automobili
Prvim novcem koji je zaradio Mate Rimac kupio je BMW E30 323i 1984. godišta i njime vozio drift, drag i druge utrke. Nakon što je benzinski motor tijekom jedne utrke eksplodirao, odlučio je spojiti svoje dvije strasti – automobile i tehnologiju i 2007. je godine počeo preuređivati svoj stari BMW u garaži svojih roditelja u Samoboru. Tom je automobilu dao električni pogon. Nakon što se godinu dana bavio projektom, prvi je put vozio svoj preuređeni BMW i odradio je prva testiranja. Rimac nije bio zadovoljan ostvarenim izvedbama i počeo je razvijati vlastite komponente. Kako bi testirao komponente, počeo je sudjelovati na utrkama. Budući da gotovo svi oblici motosporta imaju restrikcije i pravilnike koji se odnose na motore s unutarnjim izgaranjem (npr. kategorizacija po radnom obujmu motora), jedine utrke na kojima je mogao sudjelovati bile su drag (utrke ubrzanja) i drift (proklizavanje stražnjim krajem) utrke. Tijekom svake utrke pokazivale su se slabe točke koje je s vremenom poboljšao. Nakon svake utrke automobil je unapređivao i poboljšavao i tako je postajao sve brži, lakši, efikasniji i pouzdaniji. Na 402 Street Raceu, koji je održan 2011. godine u Velikoj Gorici, njegov električni BMW pobijedio je u klasi 11 i tako postao jedan od najbržih automobila u okruženju. Iste je godine tim automobilom srušio 5 FIA i Guinnessovih rekorda za najbrže ubrzavajuće električne automobile.
Godine 2009. osnovao je tvrtku Rimac Automobili s naumom razvoja i proizvodnje najnaprednijih električnih sportskih automobila na svijetu. Godine 2011. predstavio je Concept_One na najvećem sajmu automobila te godine – Internationale Automobil-Ausstellung u Frankfurt am Mainu. Početkom 2013. godine prvi je primjerak automobila isporučen što ga čini prvim automobilom koji je Hrvatska kao država proizvela i izvezla.
Tvrtka se s vremenom razvila u inženjersku i proizvodnu tvrtku koja uz vlastite automobile razvija i proizvodi razne automobile i prototipe za druge tvrtke, prvenstveno automobilske.
Priznanje za uspjeh tvrtke i rada Mate Rimca pristižu iz svih dijelova svijeta, tako ga je, primjerice, američki Bloomberg uvrstio na popis "Najbolje od 2012.".
Godine 2013. Mate Rimac osnovao je novu tvrtku – Greyp Bikes kako bi se proizvodili visokotehnološki dvokotači.

## Nagrade i odličja
Brojne međunarodne i domaće nagrade za inovacije i elektrotehniku Mati Rimcu donijele su titulu najnagrađivanijeg mladog hrvatskog inovatora.
- 2006.: Zlatno Teslino jaje, VIDI e-novation nagrada s Lukom Bošnjakovićem za inovaciju koja omogućava upravljanje računalom s pomoću rukavice.[16][17]
- 2006.: zlatna medalja s posebnom pohvalom u Južnoj Koreji na natjecanju ISIE 2006.
- 2006.: zlatna i srebrna medalja u Nürnbergu na natjecanju IENA 2006.
- 2006.: Genius Award u Budimpešti.
- 2007.: međunarodne nagrade u Maleziji, Švicarskoj i Hrvatskoj.[18]
- 2014.: odlikovan je Redom Danice Hrvatske s likom Nikole Tesle.[19]
- 2017.: Nagrada EY Poduzetnik godine